# Love Beach
 (avril 2022).
Si vous disposez d'ouvrages ou d'articles de référence ou si vous connaissez des sites web de qualité traitant du thème abordé ici, merci de compléter l'article en donnant les références utiles à sa vérifiabilité et en les liant à la section « Notes et références ».
 (avril 2022).
Albums de Emerson, Lake and Palmer
Works Volume II
(1977) In Concert
(1979)
Albums studio par Emerson, Lake and Palmer
Works Volume II
(1977) Black Moon
(1992)
Singles
1. All I Want Is You
Sortie : novembre 1978

Love Beach est le septième album studio du groupe Emerson, Lake and Palmer, sorti en 1978.

## Enregistrement
Love Beach est enregistré pour satisfaire les engagements du trio avec la maison de disques Atlantic Records, à qui ils doivent encore un album, alors que les musiciens auraient souhaité prendre du repos après la tournée Works. Les séances se déroulent aux Compass Point Studios, aux Bahamas. La production revint à Keith Emerson, les deux autres musiciens s'en désintéressant complètement. On note la participation active de Peter Sinfield pour les textes, ce dernier œuvrait pour le groupe King Crimson de leur premier album, In the Court of the Crimson King en 1969 jusqu'à Islands en 1971. Il fut alors remplacé pour écrire les textes des albums suivants de King Crimson, par l'ex-Supertramp Richard Palmer, où il œuvra sous son nom complet Richard Palmer-James.

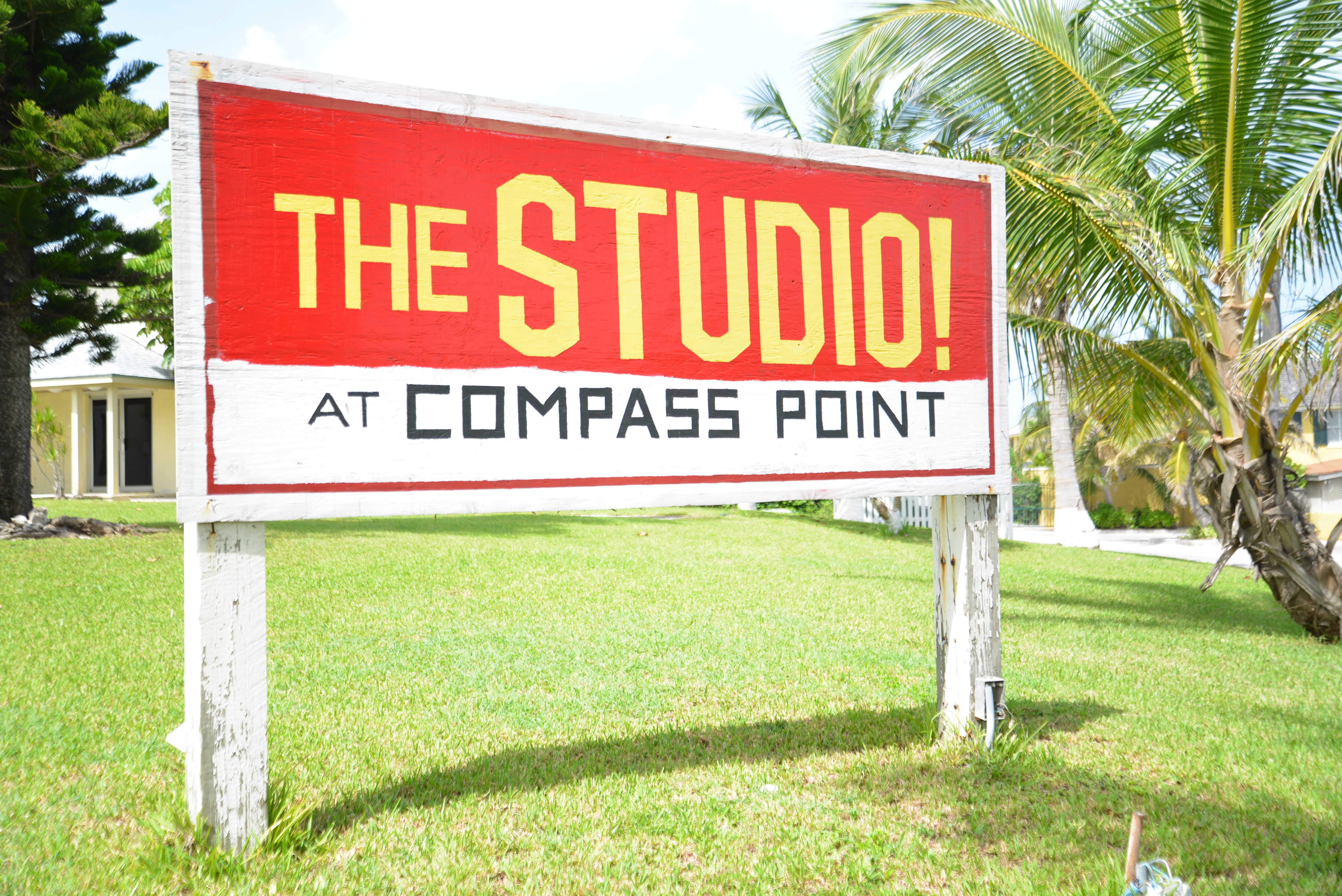
Compass Point Studios

Comme à l'époque de l'album Tarkus qui était constitué d'une longue suite sur une face et de pièces courtes sur la seconde, celui-ci est conçu de la même manière, des chansons plus courtes sur la face A et la longue suite Memoirs of an Officer and a Gentleman sur la face B. Il reçoit un accueil critique et commercial très mitigé. Sa pochette, sur laquelle les trois musiciens posent en chemise sur la plage, le col grand ouvert, attire son lot de moquerie, ainsi que des comparaisons avec les Bee Gees.
Le trio se sépare après la sortie de l'album, pour ne se réunir qu'en 1992 pour l'album Black Moon.

## Titres

### LP original
Toutes les paroles sont écrites par Peter Sinfield, toute la musique est composée par Greg Lake; le tout, sauf indication contraire.
| 1. | All I Want Is You                            |                                   |               | 2:35 |
| 2. | Love Beach                                   |                                   |               | 2:46 |
| 3. | Taste of My Love                             |                                   |               | 3:33 |
| 4. | The Gambler                                  |                                   | Keith Emerson | 3:23 |
| 5. | For You                                      |                                   |               | 4:28 |
| 6. | Canario (from Fantasia para un Gentilhombre) | Joaquín Rodrigo, arr.: K. Emerson |               | 4:00 |

| 1. | Memoirs of an Officer and a Gentleman - a). Prologue / The Education of a Gentleman - b). Love at First Sight - c). Letters from the Front - d). Honourable Company (A March) | Keith Emerson | 20:16 |

### Réédition CD
| 1. | All I Want Is You | 2:35  |
| 2. | Love Beach | 2:46  |
| 3. | Taste of My Love | 3:33  |
| 4. | The Gambler | 3:23  |
| 5. | For You | 4:28  |
| 6. | Canario | 4:00  |
| 7. | Memoirs of an Officer and a Gentleman - a). Prologue / The Education of a Gentleman - b). Love at First Sight - c). Letters from the Front - d). Honurable Company (A March) | 20:16 |

| 8.  | Canario                |                                  | 4:38  |
| 9.  | Taste of My Love       |                                  | 3:01  |
| 10. | Letters from the Front | - Keith Emerson - Peter Sinfield | 8:52  |
| 11. | Hang On to a Dream     | Tom Hardin                       | 10:39 |
| 12. | Piano Concerto No. 1   | Keith Emerson                    | 15:50 |

## Musiciens
- Keith Emerson : piano, synthétiseurs
- Greg Lake : chant, guitare acoustique et électrique, basse, harmonica
- Carl Palmer : batterie, percussions